# Tuah Mesade
Tuah Mesade is een bestuurslaag in het regentschap Aceh Tenggara van de provincie Atjeh, Indonesië. Tuah Mesade telt 295 inwoners (volkstelling 2010).